# Élections législatives de 1920 aux îles Féroé
Les élections générales féroïennes se sont tenues le 10 novembre 1920. Elles sont marquées par la victoire du Parti de l'union et par une égalité parfaite de représentation au Løgting, où Parti de l'autogouvernement et Parti de l'union obtiennent tous deux 10 sièges.

## Résultats
| Parti | Parti                       | Voix  | %     | +/-        | Sièges | +/-        |
| ----- | --------------------------- | ----- | ----- | ---------- | ------ | ---------- |
|       | Parti de l'union            | 3 478 | 58.41 | 8,15       | 10     | 1          |
|       | Parti de l'autogouvernement | 2 476 | 41,59 | 8,15       | 10     | 1          |
| Total | Total                       | 5 954 | 100   | stagnation | 20     | stagnation |